# Powódź w Queenslandzie (2009)
Powódź w Queenslandzie w 2009 – powódź, która miała miejsce w północnym Queensland w Australii w 2009.  W lutym 2009, po obfitych opadach deszczów w północnym Queenslandzie wystąpiło z brzegów szereg rzek zalewając - na przykład Herbert River przepływająca przez Ingham osiągnęła poziom ponad 12 metrów.  Powódź objęła 62% powierzchni stanu, w jej wyniku zostało uszkodzonych ponad 3000 domów.  Ingham zostało całkowicie odcięte od świata, a Townsville i Cairns zostały poważnie uszkodzone.
W czasie powodzi w Queenslandzie, w Wiktorii w wyniku najgorszych pożarów w historii Australii zginęło prawie 200 osób.